# Равнинное
Равнинное (укр. Рівнинне) — посёлок, входит в Хмельникский район Винницкой области Украины.
Население по переписи 2001 года составляло 274 человека. Почтовый индекс — 22400. Телефонный код — 04333. Занимает площадь 0,029 км².

## Местный совет
22400, Винницкая обл., Хмельникский р-н, г. Калиновка, ул. Вадима Нестерчука, 19